# Léonard Limosin

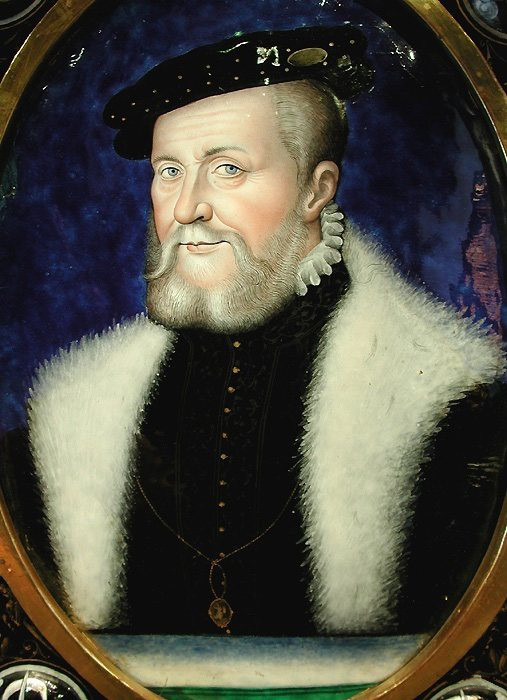
Ritratto del duca Anne de Montmorency di Léonard Limosin

Léonard Limosin (Limoges, 1505 – Limoges, 1577) è stato un orafo e pittore francese.

## Biografia
Fu il più importante artista di smalti su rame di Limoges nel XVI secolo. Diede origine a una famiglia di orafi.
Realizzò una serie di apostoli per la cappella di Fontainebleau, su disegni del Primaticcio e una pala per la Sainte-Chapelle, oggi al Louvre, insieme a Niccolò dell'Abate. Queste collaborazioni ne evidenziano il debito nei confronti del manierismo italiano. Famoso il suo ritratto del connestabile duca Anne de Montmorency che si conserva al Louvre.
Il suo smalto raffigurante il carro con ritratti della Casa dei Guisa usato per schiacciare sotto le ruote numerosi eretici chiamato Il trionfo della fede è di particolare interesse anche perché, ha scritto Andrew Carnduff Ritchie, è il solo ritratto di gruppo della famiglia conosciuto e anche molte delle figure degli eretici sotto le ruote danno un ulteriore valore all'opera.
Al Museo del Bargello di Firenze troviamo il grande smalto «raffigurante il Vescovo di Rieux, opera dell'artista che fu anche «emailleur et valet de chambre del marito di Caterina de' Medici, l'eredità della quale toccò per metà alla nipote Cristina di Lorena, granduchessa di Toscana».

## Altre opere
- Francesco II di Francia
- Francesco di Lorena
- Il duca di Guise Henri d'Albret (1503–55)
- Il re di Navarra
- Il Delfino, futuro Francesco II di Francia
- "Noli Me tangere", Cristo risorto incontra Maria Maddalena andata a ungere il suo corpo.